# مطار لاس أمريكا الدولي
مطار لاس أمريكا الدولي (بالإسبانية: Aeropuerto Internacional Las Américas)‏، أو AILA ) (إياتا: SDQ، إيكاو: MDSD) هو مطار دولي يقع في بونتا كاسيدو، بالقرب من سانتو دومينغو وبوكا تشيكا في جمهورية الدومينيكان . تشغل المطار من قبل شركة مطارات دومينيكان في القرن الحادي والعشرين (AERODOM)، وهي شركة خاصة مقرها في جمهورية الدومينيكان، بموجب امتياز مدته 25 عامًا لبناء وتشغيل ونقل ستة من مطارات البلاد. عادةً ما يستقبل لاس أمريكا مجموعة متنوعة من طائرات المسافات الطويلة والمتوسطة والقصيرة. مطار سانتو دومينغو الآخر ، لا إيزابيلا، أصغر بكثير وتستخدمه الطائرات الخفيفة فقط.
يعد المطار ثاني أكثر المطارات ازدحامًا في البلاد ، بعد مطار بونتا كانا الدولي ‏ ، وواحد من أكبر المطارات في منطقة البحر الكاريبي، حيث استوعب 3.5 مليون مسافر في عام 2015. وهو أيضًا أكثر مراكز الشحن ازدحامًا في منطقة البحر الكاريبي وأمريكا الوسطى، حيث نُقل 355.000.000 رطل من البضائع في عام 2019.

## شركات الطيران والوجهات

### الركاب
| شركـات طيـران           | الوجهات |
| ----------------------- | --- |
| Aeroméxico Connect      | مطار بينيتو خواريز الدولي |
| Air Antilles            | Pointe-à-Pitre |
| Air Caraïbes            | Pointe-à-Pitre |
| طيران أوروبا            | مطار مدريد باراخاس الدولي موسمي: مطار جون إف كينيدي الدولي (يبدأ في 18 يوليو 2023) |
| الخطوط الجوية الأمريكية | مطار ميامي الدولي موسمي: مطار شارلوت دوغلاس الدولي |
| Arajet                  | مطار الملكة بياتريس الدولي، Barranquilla، مطار إلدورادو الدولي، Cali، Cancún، Cartagena، كوراساو، Guatemala City، Guayaquil، مطار نورمان مانلي الدولي، مطار خورخي تشافيز الدولي، مطار خوسية ماريا كوردوفا الدولي، مطار فيليبي أنجيليس الدولي، مطار ماريسكال سوكري الدولي، مطار خوان سانتاماريا الدولي، مطار إل سلفادور الدولي، مطار غواروليوس الدولي (يبدأ في 21 سبتمبر 2023)، مطار الأميرة جوليانا الدولي |
| أفيانكا                 | مطار إلدورادو الدولي |
| Avior Airlines          | مطار سيمون بوليفار الدولي |
| كوندور للطيران          | مطار فرانكفورت |
| خطوط كوبا الجوية        | مطار توكومين الدولي |
| خطوط دلتا الجوية        | مطار هارتسفيلد جاكسون، مطار جون إف كينيدي الدولي |
| Eastern Airlines ‏       | مطار ميامي الدولي |
| خطوط فرونتير الجوية     | مطار ميامي الدولي، مطار أورلاندو الدولي، مطار لويس مارين مونيوز، مطار تامبا الدولي موسمي: مطار هارتسفيلد جاكسون |
| أيبيريا (شركة طيران)    | مطار مدريد باراخاس الدولي |
| InterCaribbean Airways  | أنجويلا، Dominica–Douglas-Charles، Providenciales، Tortola |
| Jetair Caribbean        | كوراساو |
| خطوط جيت بلو الجوية     | مطار لوجان الدولي، Fort Lauderdale ‏، مطار نيوآرك ليبرتي الدولي، مطار جون إف كينيدي الدولي، مطار أورلاندو الدولي، مطار لويس مارين مونيوز |
| LASER Airlines          | مطار سيمون بوليفار الدولي |
| Nordwind Airlines       | موسمي charter: مطار شيريميتييفو الدولي |
| RUTACA Airlines         | Barquisimeto، Maracaibo |
| Sky High                | أنجويلا، أنتيغوا، مطار الملكة بياتريس الدولي، بونير، مطار سيمون بوليفار الدولي، Cayenne (يبدأ في 2 يونيو 2023), كوراساو، Fort-de-France، مطار نورمان مانلي الدولي، مطار ميامي الدولي، Pointe-à-Pitre، Providence، St. Kitts ‏، مطار الأميرة جوليانا الدولي، St. Thomas ‏، Tortola |
| خطوط سبيريت الجوية      | Fort Lauderdale ‏، مطار ميامي الدولي، مطار أورلاندو الدولي |
| Sunrise Airways         | Port-au-Prince |
| Turpial Airlines        | Valencia (VE) ‏ |
| الخطوط الجوية المتحدة   | مطار نيوآرك ليبرتي الدولي |
| Venezolana              | Barquisimeto، مطار سيمون بوليفار الدولي |
| وينغو (خطوط جوية)       | مطار إلدورادو الدولي، مطار خوسية ماريا كوردوفا الدولي، Panama City–Balboa ‏ |
| World2Fly               | مطار مدريد باراخاس الدولي |

### الشحن
| شركـات طيـران          | الوجهات                                       |
| ---------------------- | --------------------------------------------- |
| Amerijet International | مطار ميامي الدولي، Punta Cana ‏                |
| أفيانكا للشحن ‏         | مطار إلدورادو الدولي، مطار ميامي الدولي       |
| LATAM Cargo ‏           | مطار ميامي الدولي، مطار ماريسكال سوكري الدولي |
| خطوط يو بي إس الجوية   | مطار ميامي الدولي، Louisville                 |

## روابط خارجية
- Aeropuerto Internacional Las Américas-JFPG

قالب:Santo Domingoقالب:Airports in the Dominican Republic